# Klášter minoritů (Litoměřice)
Klášter minoritů zasvěcený patronu sv. Jakubovi existoval v Litoměřicích v letech 1233–1785. Roku 1785 objekt kláštera a s ním spojený kostelem sv. Jakuba Staršího získal řád dominikánů. Je chráněn jako kulturní památka České republiky.

## Založení a počátky

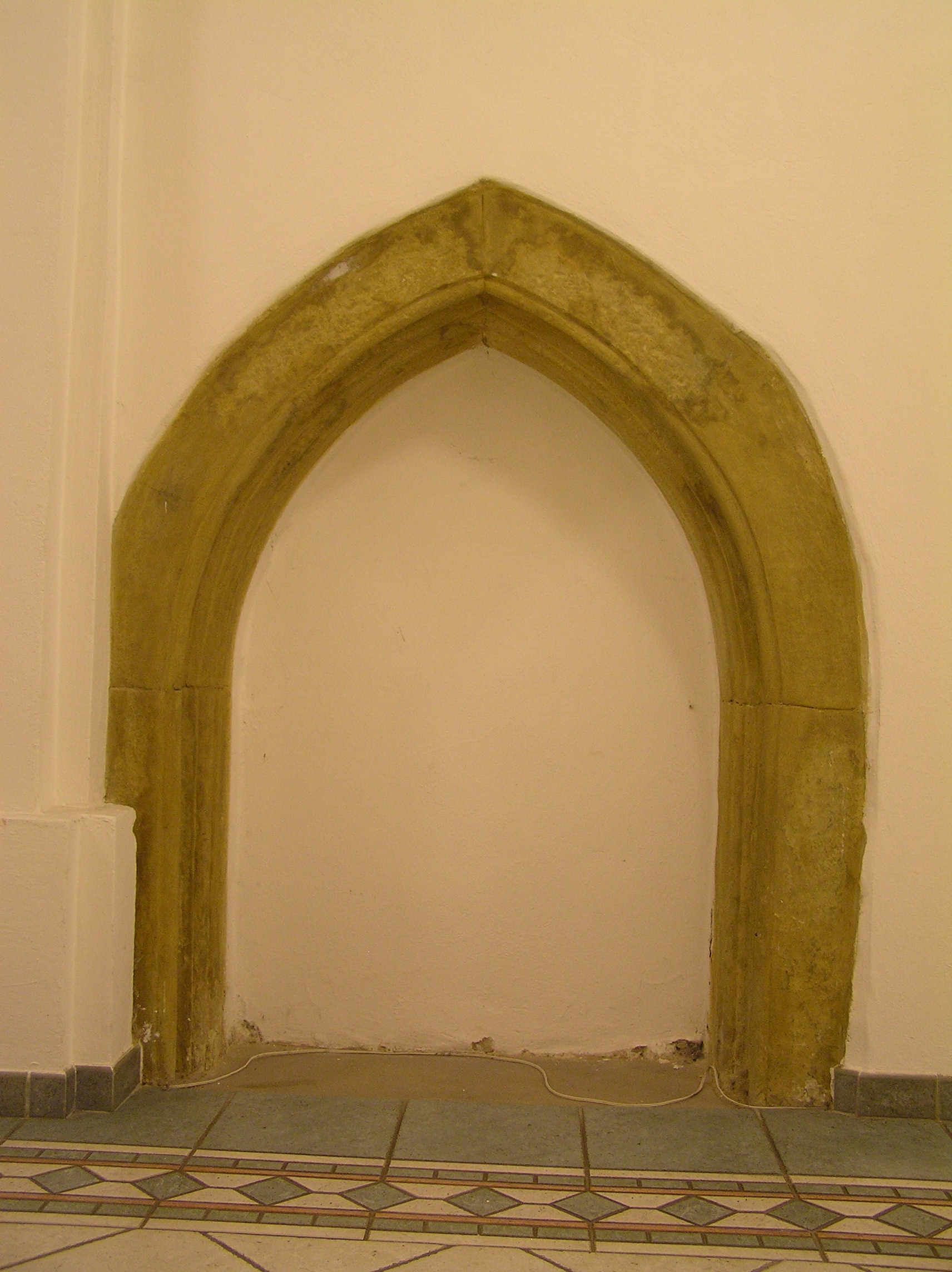
Zazděný gotický portál v areálu kláštera

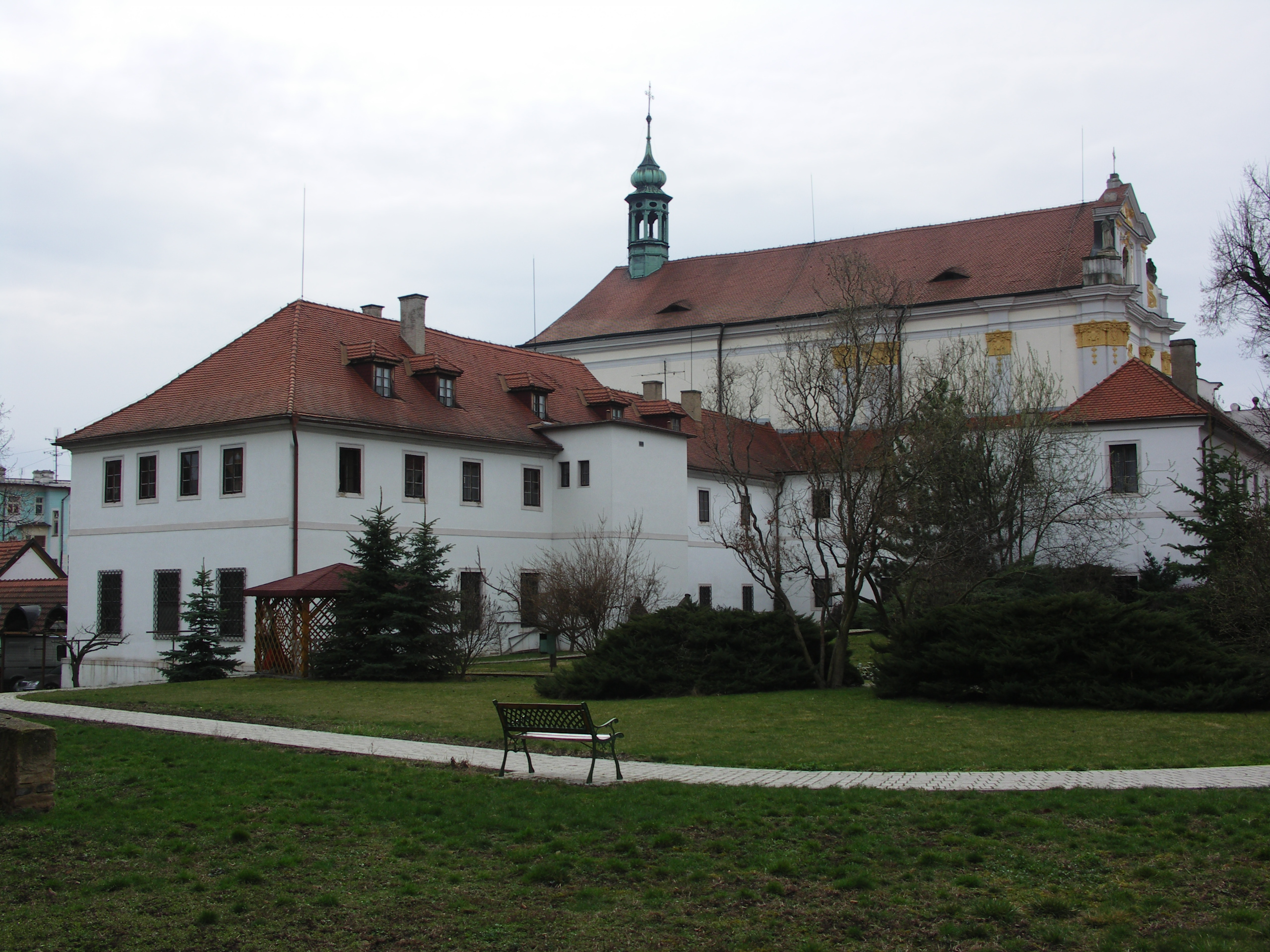
Klášterní zahrada s kostelem sv. Jakuba Staršího

Podle historika J. Lipperta byl v Litoměřicích postaven již roku 1233 klášter s kostelem sv. Jakuba Staršího, který jeho zakladatel pražský biskup Jan II. určil pro minority. Údajně přišli do Litoměřic první tři minorité italského původu a bratr Clemens se stal prvním kvardiánem. Listinně je doložen klášter minoritů vybudovaný v severovýchodní části města při hradbách roku 1253, kdy se připomínají jeho dva bratři Jakub a Jan. Minorité žili v Litoměřicích podle svých řádových pravidel svým typickým způsobem a sbírali almužny. Kostel byl podle řádových zvyklostí pravděpodobně velmi jednoduchý s dlouhým presbytářem a ještě prostší byl vlastní konvent oddělený zdí od města. Z kláštera vedla i malá fortna do hradebního příkopu. Známe i četné odkazy zdejšímu minoritskému klášteru (1339, 1390, 1409 atd.). Klášter tak postupně v rozporu se svou regulí bohatl.

## Období husitských válek
Na počátku 15. století byl kvardiánem Mikuláš, snad člen zdejší rytířské rodiny Kamýků z Pokratic. Konvent založil roku 1421 významnou konvokaci katolického kléru, který se shromáždil ve dnech 12. – 14. května v počtu asi 200 osob. Vypověděl tehdy poslušnost odpadlému arcibiskupu Konrádovi z Vechty a slíbil poslušnost novému administrátoru pražské arcidiecéze Janu Železnému. V minoritském klášteře se konalo v této souvislosti významné zasedání za předsednictví Jana Zoula.
Když se husité zmocnili města, zabavili i veškerý klášterní majetek v okolí, jak ho minorité postupně získali. Přesto se však zdá, že zdejší komunita trvala bez většího přerušení i dále. Žila ovšem ve velmi stísněných poměrech a byla i personálně obsazena jen minimálně. Jsou dokonce zprávy, že v polorozbořeném klášteře žil jen jediný mnich.

## Obnova kláštera

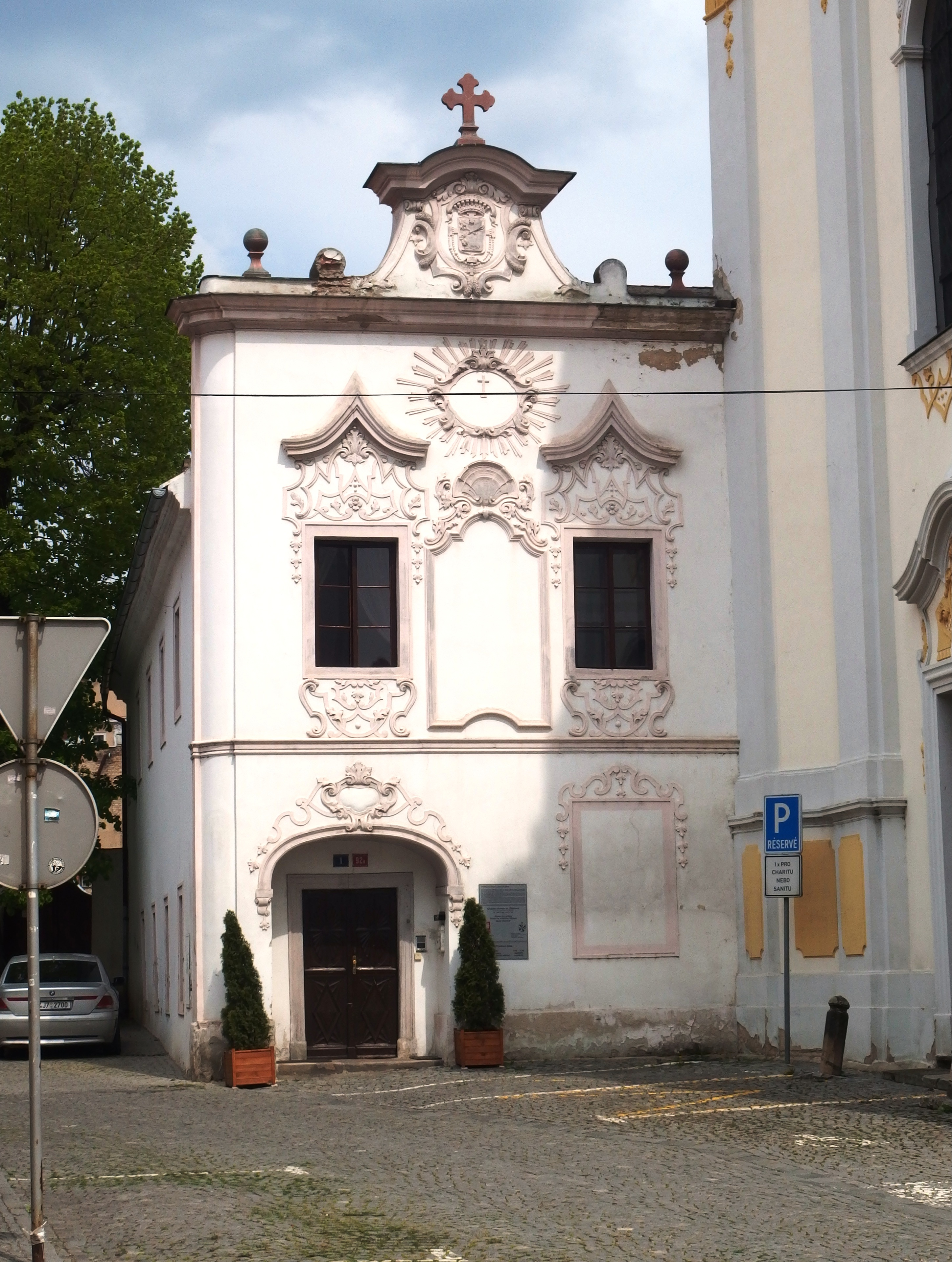
Vstup do kláštera

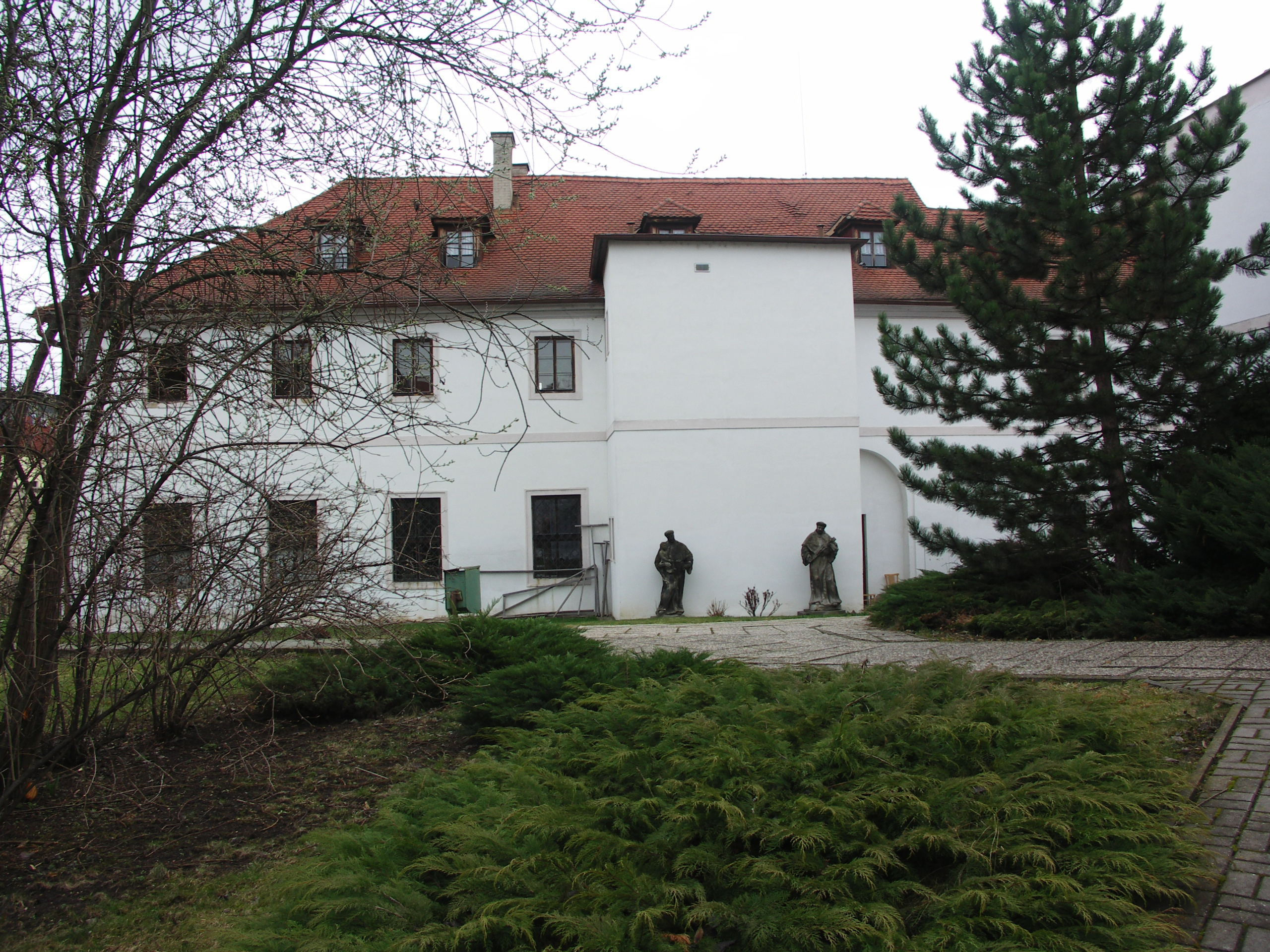
Klášter ze zahrady

Na počátku 16. století se opět klášter začal vzmáhat a roku 1533 byl obnoven opět kostel sv. Jakuba. Vztahy mezi minority a utrakvistickým městem však zůstaly napjaté. Jen na naléhání Ferdinanda I. odstoupili minorité roku 1546 část svých pozemků (zahrady) za klášterem k zřízení nových masných krámů. 20. února roku 1610 byl minoritský klášter vydrancován při vpádu pasovských. Mniši stačili včas utéci. Katastrofa přišla pak za českého povstání. Tehdy městská rada zabavila klášter i kostel a věnovala ho pak místním německým protestantům. Mniši buď utekli, nebo byli patrně povražděni. Zpustlý kostel i klášter němečtí protestanti poměrně nákladně obnovili. Ještě téhož roku se však v souvislosti s počátkem protireformace vrací do Litoměřic zástupce minoritů, aby se ujal svého majetku. V únoru 1621 uvedl hrabě Vratislav z Mitrovic do kláštera opět prvého minoritu P. Václava z Týnice. P. Antonín Barchetti má hlavní zásluhu na opravě kostela sv. Jakuba. Prvním kvardiánem obnoveného kláštera se stal Ludvík Amusus. Jeho nástupce kvardián dr. J. Sancius, apoštolský generální komisař, se však nespokojil s pouhým vrácením kláštera, ale roku 1622 požadoval od města odškodnění za to, že klášter byl „zpustošen a bratři rozehnáni a zavražděni“. Sancius žádal odškodnění i od místních Němců, kteří v letech 1618–1621 používali kostel. Spor vyvrcholil v době, kdy nekatolíci opouštěli město a kvardián Sancius v dorozumění s císařským rychtářem Aulíkem zabral čtyři domy německých protestantů jako odškodnění. Veškerý inventář z těchto domů byl minority převzat do kláštera. Domy minorité pronajímali. Sancius se zmocnil i masných krámů, které stály na pozemku odstoupeném roku 1546 městu a zřídil místo nich míčovnu. Klášter trpěl přirozeně s celým městem při válečných událostech třicetileté války. Sancius se ještě brzy dostal s císařským rychtářem Aulíkem do vleklého sporu, který přerušil roku 1631 saský vpád, kdy byl kostel vyloupen a kněží uvězněni. Spor pak vypukl znovu – šlo především o čtyři získané domy. Teprve roku 1643 byl ukončen výměnou těchto domů za pozemky za městem.
Kostel sv. Jakuba byl znovu vysvěcen 20. května 1627 kardinálem Harrachem, který pak v tomto kostele udělil první svátost biřmování za protireformace. Na konci třicetileté války však většina města ležela v troskách.

## Obnova kláštera po třicetileté válce a zánik minoritského kláštera
Klášter s kostelem byl v letech 1662–1667 opraven, ale roku 1712 opět konvent i kostel vyhořely. Od roku 1713 se začalo s novou stavbou, která pokračovala jen velmi zvolna, a vedl ji snad Octavio Broggio. Do roku 1724 byl konvent opět z větší části vystavěn, ale stavba kostela sv. Jakuba začala až v roce 1728. V roce 1736 byla pro nedostatek peněz přerušena. K přerušení stavby došlo znovu ještě roku 1752 a v kostele začaly obřady až od roku 1754. V roce 1760 byl konvent již tak upraven, že vedle cel byl zřízen nad fortnou i kvardianát a v druhé části provincialát a sekretariát. I potom pokračovaly opravy a zvláště výzdoba kostela. Úpravy interiéru byly dokončeny až roku 1781. Za čtyři roky byl však minoritský klášter zrušen a jeho objekty získali litoměřičtí dominikáni, kteří byli nuceni se sem z vlastního konventu sv. Michala přestěhovat. Tak po více než 550 letech skončila v Litoměřicích činnost minoritského řádu.

## Dominikáni a jejich působení v minoritském klášteře

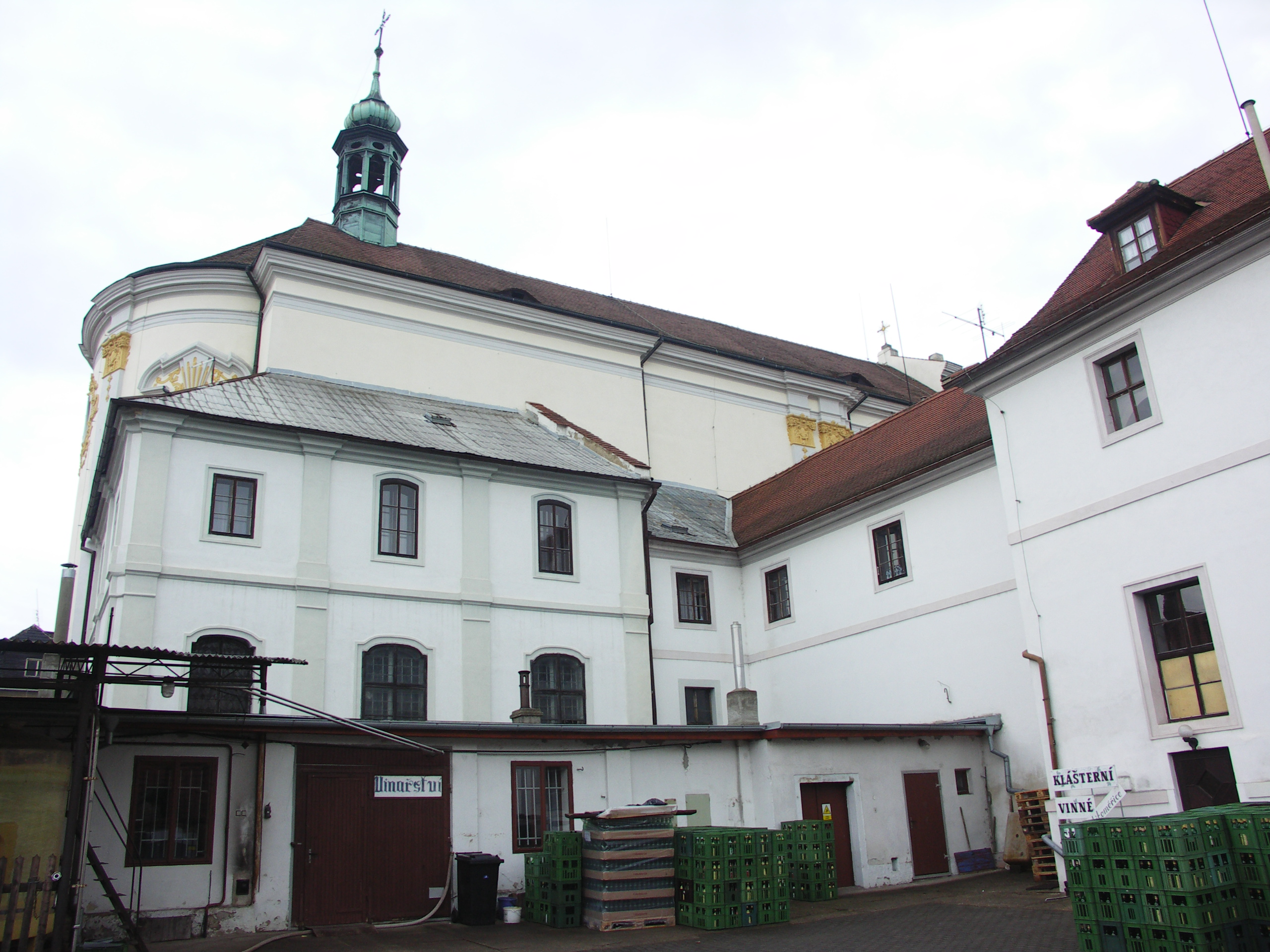
Prostory Klášterních vinných sklepů Litoměřice

Od 30. května 1788 se přestěhovali do minoritského kláštera litoměřičtí dominikáni, kteří v něm působili až do dubna 1950, kdy byli v rámci Akce K násilně vystěhováni. Převorem kláštera byl v té době dominikán Prokop Švach. Areál kláštera se po sametovém převratu v roce 1989 vrátil do majetku České dominikánské provincie, která jej na začátku 21. století pronajala Charitě Litoměřice, která v něm provozuje Charitní domov sv. Zdislava pro osoby s duševním onemocněním. V oddělené části areálu se nacházejí také Klášterní vinné sklepy Litoměřice.